# Avery's Blues
Avery's Blues és una novel·la gràfica guionitzada per Angux i il·lustrada per Núria Tamarit. Va ser publicada en 2016 per Dibbuks.
Ambientada en els Estats Units de la Gran Depressió, la trama està basada en el mite de Faust i conta la història d'Avery, un músic de blues que ha de vendre l'ànima al dimoni i començar un viatge pel Mississipi. També hi ha influències de Tom Saywer.